# Wiktor Alexandrowitsch Maslow
Wiktor Aleksandrowitsch Maslow (russisch Виктор Александрович Маслов; * 27. April 1910 in Moskau; † 11. Mai 1977 ebenda) war ein sowjetischer Fußballspieler und -trainer.

## Leben und Karriere
Maslow gewann mit den von ihm betreuten Mannschaften (Torpedo Moskau, Dynamo Kiew, FC Ararat Jerewan) mehrfach die 
Sowjetische Meisterschaft.
Als Fußballlehrer gilt Maslow als wesentlicher Begründer des modernen Fußballs und als Erfinder des 4-4-2-Systems sowie des Pressings. Jonathan Wilson schreibt in seiner Geschichte der Fußballtaktik „Revolution auf dem Rasen“ über ihn: „Wenn man einen einzigen Mann als Vater des modernen Fußballs bezeichnen wollte, dann Wiktor Maslow“.